# HD 83443
HD 83443 è una stella nana arancione nella sequenza principale di magnitudine 8,24 situata nella costellazione delle Vele. Dista 134 anni luce dal sistema solare.

## Osservazione
Si tratta di una stella situata nell'emisfero celeste australe. La sua posizione moderatamente australe fa sì che questa stella sia osservabile specialmente dall'emisfero sud, in cui si mostra alta nel cielo nella fascia temperata; dall'emisfero boreale la sua osservazione risulta invece più penalizzata, specialmente al di fuori della sua fascia tropicale. Essendo di magnitudine pari a 8,2, non è osservabile ad occhio nudo; per poterla scorgere è sufficiente comunque anche un binocolo di piccole dimensioni, a patto di avere a disposizione un cielo buio.
Il periodo migliore per la sua osservazione nel cielo serale ricade nei mesi compresi fra febbraio e giugno; nell'emisfero sud è visibile anche per buona parte dell'inverno, grazie alla declinazione australe della stella, mentre nell'emisfero nord può essere osservata limitatamente durante i mesi primaverili boreali.

## Caratteristiche fisiche
La stella è una nana arancione nella sequenza principale; possiede una magnitudine assoluta di 5,05 e la sua velocità radiale positiva indica che la stella si sta allontanando dal sistema solare.

## Il sistema planetario
Attorno alla stella orbita un pianeta extrasolare, denominato HD 83443 b, scoperto nel 2000 da un gruppo guidato da Michel Mayor del Geneva Extrasolar Planet Search e che orbita ad appena 0,04 UA dalla stella impiegando tre giorni per compiere una rivoluzione. Sempre nel 2000 era stato annunciato anche un altro pianeta, poi smentito da un team guidato da Paul Butler nel 2003.
Nel 2022 è stata annunciata la scoperta di un secondo pianeta, anch'esso un gigante gassoso ma che orbita a grande distanza dalla stella madre, su un'orbita altamente eccentrica. La sua massa minima è 1,35 volte quella di Giove e il semiasse maggiore di 8 UA, con un'eccentricità orbitale di 0,76. Si tratta di uno dei pochi sistemi conosciuti dove è presente un gioviano caldo, come HD 83443 b, in prossimità della stella e un pianeta di lungo periodo come quello scoperto nel 2022. Gli astronomi suggeriscono che potrebbe essere avvenuto un evento di scattering che sarebbe la causa migrazione del gioviano caldo verso un'orbita più interna e allo stesso tempo dell'alta eccentricità orbitale di HD 83443 c.
| Pianeta | Tipo            | Massa    | Periodo orb.   | Sem. maggiore | Eccentricità | Scoperta |
| ------- | --------------- | -------- | -------------- | ------------- | ------------ | -------- |
| b       | Gigante gassoso | >0,4 MJ  | 2,98565 giorni | 0,0406 au     | 0,008        | 2000     |
| c       | Gigante gassoso | >1,35 MJ | 22,25 anni     | 8±0,8 au      | 0,76         | 2022     |